# Krzyżka
Krzyżka – wieś w Polsce położona w województwie świętokrzyskim, w powiecie skarżyskim, w gminie Suchedniów.
Wieś przecina linia kolejowa na odcinku Łączna – Berezów. W granicach administracyjnych przepływa rzeka Kamionka.
W latach 1975–1998 miejscowość administracyjnie należała do województwa kieleckiego.
Wierni Kościoła rzymskokatolickiego należą do parafii św. Alojzego Orione w Ostojowie.